# Cuatro Cabezas
Eyeworks-Cuatro Cabezas (más conocida como Cuatro Cabezas y a veces nombrada 4K) fue una productora argentina de televisión independiente. Inicialmente, se dedicaba únicamente a la producción de contenidos para televisión, aunque ha incursionado en áreas como la producción discográfica, la realización cinematográfica (con dos películas en su haber), la producción de cortos publicitarios y el desarrollo de contenidos para Internet. En 1998  incorporan una quinta cabeza Jeanine Anuel y cambia la vision, creando controversias.
Sus oficinas estaban repartidas en Argentina, España, Portugal, Brasil, Italia y Estados Unidos. En 2007 fue vendida a la holandesa Eyeworks, y en 2014 a la Warner Bros, declarando su quiebra en junio de 2017 y siendo absorbida por WarnerMedia International Argentina.
Eyeworks-Cuatro Cabezas produjo contenidos televisivos de varios géneros como documentales, shows de actualidad, infantiles, reality shows, docu-soaps y series de ficción. Entre sus formatos se encuentran Caiga quien caiga (producido en Argentina, Chile, España, Portugal, Italia, Brasil, Francia e Israel), E-24 (producido en Argentina, España, Italia y Chile) y La liga (producido en Argentina, Brasil, España, Italia y Chile). Eyeworks-Cuatro Cabezas también desarrolla shows originales para las cadenas internacionales de televisión paga más importantes como Discovery Networks, MTV, HBO, FOX, TNT y History Channel, entre otros reconocen su importante participación, pues los audiovisuales producidos por este colectivo eran únicos. 

## Historia
Fue creada en 1993 por Diego Guebel, Mario Pergolini, Caito Lorenzo y Sebastian Melendez. El nombre, según su versión políticamente correcta, hace referencia a las videograbadoras hogareñas de la época que tenían cuatro cabezas, logrando así mejor calidad de imagen y mejor fidelidad en la reproducción de cintas VHS. Pero Mario Pergolini ha declarado que el nombre hace referencia a un chiste ("dos hombres, cuatro cabezas"). Además, en su nacimiento, la productora tenía dos socios más: Caito Lorenzo y Sebastián Meléndez, quienes produjeron La TV Ataca y Turno Tarde. Finalmente ambos se fueron tras el levantamiento de Turno Tarde en Canal 9 por diferencias con la gerencia de programación.
Los primeros programas que produjo formalmente Cuatro Cabezas fueron El Rayo y Caiga Quien Caiga (CQC), ambos por la pantalla de América TV. Gracias a estos programas la productora creció hasta transformarse en una empresa de contenidos multimedia con inserción en diferentes países del mundo. Luego de revolucionar el modo de hacer televisión en Argentina, los contenidos de Cuatro Cabezas supieron exportarse con gran éxito a diferentes mercados internacionales.
En  2007, Mario Pergolini y Diego Guebel decidieron vender la productora Cuatro Cabezas al grupo neerlandés Eyeworks. La oferta que habría recibido Pergolini rondaría los 40 millones de dólares por el 100% del paquete accionario, según ejecutivos de la industria de la televisión. Este monto equivaldría a la facturación anual de la productora. El verdadero interés de los holandeses no pasaba por el mercado argentino, sino por el español. Finalmente, en el año 2008, Cuatro Cabezas se integró al grupo Eyeworks, holding dedicado a contenidos audiovisuales fundada en Países Bajos en 2001 por Reinout Oerlmans, siendo la tercera productora independiente más importante a nivel mundial. La empresa continuó llamándose Eyeworks Cuatro Cabezas hasta 2012, cuando todas sus filiales fueron renombradas Eyeworks. 
En 2014, Warner Bros. Television Group compró la productora Eyeworks y todas sus filiales a nivel internacional por más de U$S 250 millones, iniciando un proceso de unificación y reestructuración de las unidades de negocios. La filial argentina, ahora asociada a Warner Bros. International Television Production, mudó su sede legal a Bonpland N° 1281 el día 27 de abril de 2016.
El contrato de compra de Eyeworks estipulaba que Pergolini y Guebel siguieran a cargo de la producción ejecutiva de contenidos por un mínimo de 5 años a partir de 2007. Sin embargo, en 2009, Mario Pergolini se alejó definitivamente de la productora, dejándola en manos de su socio Diego Guebel quien se desempeñó como CEO de la compañía hasta el 18 de diciembre de 2015, fecha en la cual renunció para dejarle su puesto a Ricardo Pichetto. Guebel fue gerente de programación y contenidos de Rede Bandeirantes en Sao Paulo, Brasil y actualmente es CEO de la productora Boxfish Argentina.
Finalmente, el 14 de junio de 2017, Eyeworks-Cuatro Cabezas decretó la quiebra y despidió a sus 64 trabajadores, cerrando sus puertas para siempre. Todas las producciones y el archivo de la productora fue absorbido por WarnerMedia International Argentina.

## Unidades de negocios

### Internet
La división de Internet de Eyeworks Cuatro Cabezas comenzó en 1997 con el objetivo de diseñar y mantener los sitios de la empresa. El impulso lo daría Mario Pergolini al asociarse con Hernán Arrojo, exdueño de Sion Internet y columnista de tecnología en el programa radial Cuál Es?
A fines de 1999 se creó Datafull.com, por aquel entonces uno de los sitios más importantes de habla hispana, encargado de brindar al usuario las herramientas y los conocimientos tecnológicos necesarios para que aproveche al máximo su experiencia en la Web. Datafull comenzó como un foro donde se intercambiaban archivos (principalmente MP3) denominado 4kByte, en asociación con Sion Internet.
Datafull Access, servicio de Internet gratuito, surgió de la mano del portal de tecnología y en poco tiempo pasó a convertirse en uno de los principales proveedores gratuitos de Internet de Argentina. El servicio se brindaba para líneas hogareñas, mientras que Sion Internet brindaba sus servicios a empresas (entre otros, hosting, VPN, administración de la Intranet Local, etc.).
Hacia el año 2004 nace Datafull Branding, dirigido a satisfacer las necesidades de diseño y comunicación interactivas de importantes empresas locales y extranjeras, mediante la creación de sitios web, campañas publicitarias y de e-marketing. Entre sus clientes se encontraban Frávega, Fibertel, Movistar, Discovery Channel y Multicanal.
El 4 de marzo de 2009 cerró definitivamente la división Internet de Eyeworks-Cuatro Cabezas (compuesta por Datafull y Datafull Branding) al verse debilitada por la crisis económica mundial, además de la poca rentabilidad que acarreaba para la empresa. Actualmente, tanto el servicio Datafull Access como la casilla de correo electrónico ya no se encuentran disponibles.

#### Controversia
Datafull Branding diseñó en 1997 el sitio web 4KSTORE.COM, llamado así por el juego de palabras entre 4K (Cuatro Cabezas) y Store (Tienda), que daba como resultado "CuatroCastor", dado que la página tenía un castor como mascota. El proyecto fue dado de baja en 2000, no sin antes hacerse pública una denuncia por discriminación contra la productora debido a un tema llamado "Negros de Mierda" (interpretado por la banda Jamón del Mar), publicado en la página que por aquel entonces dirigía Eduardo de la Puente, cuyo contenido era presuntamente xenófobo y racista.

### Música
La división musical de Cuatro Cabezas se llamó 4K Records (a veces nombrado como Quatro K Records). Funcionó entre los años 1999 y 2004 como parte de un acuerdo entre la productora y Sony Music Argentina. Durante sus años de actividad publicó los siguientes materiales discográficos:
- Chapa (2000), disco debut de la banda Xaga
- Yo estuve ahí (2000), disco en vivo de La Mississippi
- Bit Hippie (2001), un disco de La Mississippi
- En Llamas (2001), segundo disco de la banda de rock MAD
- Sietevidas (2003), un disco de La Mississippi
- DVD Una parte de la euforia (2003), un documental sobre la banda de rock Soda Stereo. Ganador del Premio Carlos Gardel 2004 como "Mejor DVD"
- Perverso Romeo (2004), disco debut de Historia del Crimen
- ¡A todo volumen! (2004), disco debut de Los Grillos
- Canciones desafinadas (2004), disco debut de La Aráoz Band
- Nuevo día (2004), segundo disco de la banda de reggae Nonpalidece
- Frutilla y almeja (2004), un disco de Zumbadores
- 27 (2004), un disco de Diego Plotino, quien fue ganador de El Bar 2, reality producido por Cuatro Cabezas
- Rompecabezas, un disco de Asesinos Cereales (2004)
- Tristemente Célebres (2004), disco debut de Tristemente Célebres

### Radio
X4 FM 104.3 fue una radio de música electrónica propiedad de Cuatro Cabezas. Nació en agosto de 2000, pero fue en junio de 2001 cuando adquirió su formato. La selección musical de la radio estaba basada en un criterio de calidad y en muchos casos se trataba de material que no se encontraba con frecuencia en el resto del dial de FMs.
El estilo de X4 FM 104.3, sus conductores, musicalización, artística y producción de cada sección tenían el sello estético y de calidad que caracterizaban a la productora. X4 contaba con repetidoras en Mar del Plata, Rosario, Bahía Blanca, Entre Ríos, Catamarca, La Rioja, Neuquén, Ushuaia y Tucumán. 
La radio fue vendida en el 2007 a la empresa española Grupo Prisa, convirtiéndose así en una repetidora por FM de la AM 590 Radio Continental de Buenos Aires. La causa, según Diego Guebel, se debía a la poca rentabilidad e importancia que acarreaba para la empresa en términos económicos, además de que, cuando se les entregó la frecuencia 104.3 en 2004 (sintonía definitiva luego de terminarse el Permiso Precario y Provisorio que la ubicaba en el 106.7), el espectro estaba colmado de radios ilegales, por lo que era muy difícil su llegada, sobre todo en los barrios de la Capital Federal y el Conurbano.

### Cine
Cuatro Cabezas produjo las siguientes películas:
- Plata quemada: Estrenada en el primer semestre del año 2000, fue su primera producción. Cuenta con la dirección de Marcelo Piñeyro y un elenco de primeras figuras argentinas y españolas. "Plata quemada" ha batido todos los récords de público para el cine argentino, convirtiéndose así no solo en un éxito artístico para la compañía sino en un logro económico de importancia. Además ha ganado los siguientes premios:
  - Cóndor de Plata: Mejor Adaptación de Guion
  - Premio Goya: Mejor película extranjera de habla hispana
  - Festival de cine de la Habana: Mejor sonido, mejor fotografía

- La ciénaga. Es la segunda producción de la compañía. Su guion ha recibido el primer premio del Sundance Institute, entidad que nuclea a productores y directores de prestigio del cine independiente mundial. "La Ciénaga" fue galardonada con un Oso de Plata en el Festival de Berlín, lo cual le garantizó un prestigio y difusión que afianzaron su éxito comercial. Ha recibido los siguientes premios:
  - Primer premio guion Sundance Institute
  - Festival de Berlín: Oso de plata
  - Festival de cine de la Habana: Mejor actriz / Mejor Director / Mejor Sonido / Premio Grand Coral a Lucrecia Martel
  - Festival de cine de Uruguay: Mención especial al primer trabajo cinematográfico – Lucrecia Martel

### Publicidad
La productora realizaba cine publicitario en formato digital y 35mm, a través de la división Cuatro Cabezas Films. Sin embargo, estos servicios fueron discontinuados a principios de 2010 para todas las filiales de la compañía salvo en España, donde aún continúa en funcionamiento.

## Producciones

### Argentina

#### América TV
- El Rayo (1994-1995)
- CQC (1995-1999)
- Televisión (1996)
- Palo y Palo (1997-1998)
- El Rayo (1997-1999)
- Delicatessen (1998)
- Así estamos (2000-2001)
- El Bar 1 y 2 (2001)
- El Rayo (2001)
- Punto.DOC (2001-2004)
- La Playa (2002-2003)
- Código de Tiempo (2003)
- Antes que sea tarde (2012)
- CQC (2012)
- Lo sabe, no lo sabe (2012-2014)
- Zapping (2014-2015)

#### Telefe
- TRIP! (1999)
- Maldito Lunes (2000)
- El Rayo (2000)
- Zapping Zone (2002)
- Mundial 78: La Historia Paralela (2003)
- 20 de Diciembre (2003)
- Aparecidos (2004)
- 30 Segundos (2004)
- AMIA 953 (2004)
- Malvinas: La Guerra Íntima (2005)
- Algo habrán hecho por la historia argentina (2006)
- E24 (2006-2008)
- La Liga (2006-2010)
- CQC (2006-2011)
- El Gen Argentino (2007)
- Zapping (2007-2012)
- Algo habrán hecho por la historia argentina (2008)
- Zapping de Colección (2008-2009)
- Mundo Privado (2009)
- Proyecto Co - Creations (2010)
- Clase turista: el mundo según los argentinos (2010-2011)
- Zapping Diario (2010-2012)
- El Donante (2012)
- ¿Quién quiere casarse con mi hijo? (2012)
- Perdidos en la Tribu (2012)
- Perdidos en la Ciudad (2013)
- MasterChef (2014-2015)
- ¿Qué fue primero, el huevo o la gallina? (2015)
- MasterChef Junior (2015-2016)
- Fuego: Placeres Terrenales (2016)
- Hola y Adiós (2016)
- Dueños de la Cocina (2016-2017)

#### elnueve
- Turno Tarde (1994)
- Punto.DOC (1999-2000)
- Moscú.DOC (1999)
- Hijos.DOC (1999)
- Zapping Zone (2001)

#### eltrece
- El Rayo (1995-1996)
- CQC (2001-2005)
- Camino a la Gloria (2002)
- Super Model (2002-2003)
- Planetario (2002-2003)
- E24 (2003-2005)
- Asuntos Pendientes (2004)
- Piel naranja... años después (2004)
- Ciudad Roja (2005)
- Médicos Sin Fronteras (2005)
- La Liga (2005)
- Algo habrán hecho por la historia argentina (2005)
- CQC (2013-2014)
- Pasapalabra (2016-2017)

### TV Paga

#### TyC Sports
- Palo y Palo (1997)

#### Disney Channel
- Zapping Zone (2000-2003)

#### Infinito
- ¿Quién mató a PC Farías? (2001)
- La Exportación de Macumba (2001)
- El Enigma de los Elegidos del Titicaca (2001)
- Atentado en Washington: ¿Quién mató al canciller Letelier? (2001)
- Las adivinas del poder (2001)
- Uritorco: Lugar Mágico (2001)
- La Colonia Dignidad desde adentro (2001)
- La muerte del hijo del Presidente (2001)

#### MTV
- MTV Video Music Awards Latin América (2002)
- Rally MTV (2007)

#### People and Arts
- Sexo, moda y Rock and roll con Gustavo Cerati (2003)

#### FOX Channel
- Los Simpsons: Top 20 (2003)
- Misión 24 (2003)
- FX en FOX (2006)

#### TNT
- Proyecto 48 (2003-2008)
- Pasaporte a la Fama (2003-2004)
- Proyecto ONG (2006-2007)
- Directores Latinos (2006-2008)

#### AXN
- Desafío de los Volcanes (2004-2005)

#### History
- Historia Secreta (2005-2008)
- Contra todo Riesgo (2009)

#### HBO
- Sexo Urbano (2005)
- Destino Deporte (2010)

#### FX
- La Chica FX (2006)

#### FOX Life
- Adelantadas en el Mundial (2006)
- Adelantadas (2006)

#### Playboy TV
- Intimidades (2006)

#### Discovery Travel and Living
- Ciudades y Copas (2006)
- Casas (2006)
- TOP 5 Ciudades (2006)

#### Discovery Home and Health
- La Llegada del Bebé (2008)
- Dulces Sueños (2008)
- Cambiar hace bien (2010)
- Chef a Domicilio (2010)
- La Gran Boda (2010)
- Niñera a Domicilio (2010)
- Dulces Momentos (2010)
- Conociendo a mi Bebé (2010)
- Vestido de Novia (2016)
- Vestido de Novia: El Gran Día (2016)

#### Travel Channel
- EcoLuxe HD (2008)

#### Discovery Channel
- Abracadabra (2006)
- Malvinas: la historia que pudo ser (2007)
- Ingeniería de lo Cotidiano (2008)
- Silencio en Juárez (2009)
- Huella Latente (2009)
- ¿Cómo lo resuelven? (2009)
- Santo Milagro (2009)
- Infierno en Cromañón (2009)
- Fútbol 360 (2013)
- Los Carvotta (2013)

#### Cartoon Network
- Plantão do Tas (2009-2010)

##### España
| Año        | Título                             | Descripción | Canal                                                          |
| ---------- | ---------------------------------- | --- | -------------------------------------------------------------- |
| 2014       | El jefe infiltrado                 | Versión española del formato programa británico Undercover Boss. Docu-reality donde los jefes trabajan infiltrados en sus propias empresas para investigar cómo funcionan realmente y para identificar cómo se pueden mejorar, así como para recompensar a sus empleados. | La Sexta                                                       |
| 1996- 2010 | Caiga quien caiga (CQC)            | Se analiza la actualidad con ironía y humor ácido, satirizando principalmente a políticos y famosos. | Telecinco (1996-2002; 2005-2007) La Sexta (2008) Cuatro (2010) |
| 2011- 2018 | ¿Quién quiere casarse con mi hijo? | Versión española del formato Who wants to marry my son?. Docu-reality donde cinco hombres conocerán a un grupo de mujeres que competirán para mostrarse como las perfectas esposas. Sin embargo, no solo tendrán que conquistarlos a ellos ya que sus madres, deseosas de que sus "retoños" se enamoren y sienten cabeza, tomarán parte en el proceso de selección.                                      | Cuatro                                                         |
| 2011       | Billete a Brasil                   | Reality show de 13 programas donde seis parejas se internan en una isla brasileña para gestionar una posada, arreglándola y acondicionándola como negocio, con el objetivo de obtener ganancias y comenzar una nueva vida. Conducción: Julian Iantzi | Cuatro                                                         |
| 2011       | Princesas de barrio                | Docu-reality sobre la vida de mujeres callejeras. Es un spin-off de Mujeres Ricas, con la diferencia que se abordarán las historias de cuatro mujeres de clase media-baja y no de clase alta. | La Sexta                                                       |
| 2010       | Mujeres ricas                      | El ciclo reflejará la vida de mujeres de alto poder adquisitivo que disfrutan de una vida llena de glamour y lujo. | La Sexta                                                       |
| 2009- 2010 | Perdidos en la tribu               | Reality show donde tres familias deberán convivir durante 21 días en la primera temporada y 30 en la segunda, con tres tribus aborígenes distintas y, si son aceptados, ganarán un premio de 50.000€. | Cuatro                                                         |
| 2008- 2009 | Estados Alterados Maitena          | Una mujer soltera e independiente, una recién separada que quiere recuperar el tiempo perdido, una esposa y madre ideal que vive en una crisis constante, un joven abogado considerado el soltero de oro o un marido perfecto en cuya casa cada día se muestra más ausente serán algunos de los personajes que habitarán el universo de esta sitcom basada en el cómic de la humorista argentina Maitena | La Sexta                                                       |
| 2007- 2008 | Punto.DOC                          | Programa periodístico de investigación basado en el estilo del programa La liga | Antena 3                                                       |
| 2007- 2009 | Hermanos y detectives              | Serie basada en el unitario argentino creado por Damián Szifron, en la cual un policía queda a cargo de su pequeño hermano, quien resulta ser un niño prodigio capaz de resolver los casos más importantes. | Telecinco                                                      |
| 2009       | Malas compañías                    | Programa que ofrece un particular retrato de la actualidad a través del entretenimiento, con entrevistas, reportajes y debates. Conducción: Manuel Fuentes. Colaboración: Estíbaliz Gabilondo, Susanna Bergés y Raúl Peña. | La Sexta                                                       |
| 2007       | U24                                | Urgencias 24 Horas es la versión española del formato E24, que presenta desde cerca el arduo trabajo de médicos y enfermeros de los hospitales públicos, en una carrera contra reloj para salvar vidas. | Telecinco                                                      |
| 2006       | Nos pierde la fama                 | Magazín de prensa rosa dedicado a investigar y abordar las últimas novedades en la vida de los famosos desde un punto de vista humorístico y entretenido. Conducción: Nuria Roca. Colaboración: Javier Coronas, Llun Barrera y Ronnie Arias | Cuatro                                                         |
| 2000       | Trip                               | Versión española del programa argentino. El conductor entrevista a una personalidad famosa mientras maneja una camioneta rumbo hacia un destino, donde harán una parada y luego volverán. | Antena 3                                                       |
| 2000       | El rayo                            | Versión española del exitoso programa argentino. Basa su formato en reportajes no rígidos, sin un set definido, en el cual se entrevista a diferentes personajes del espectáculo como gente común y corriente. Conducción: Inma del Moral | Antena 3                                                       |
| 2013-      | Un príncipe para Corina            | Con un formato parecido al de "¿Quien quiere casarse con mi hijo?" Corína, cuenta con 15 chicos pretendientes divididos en grupos, los cuales tienen que ir pasando diversas pruebas y entrevistas para llegar a la final y quedarse con la chica. Conducción: Luján Arguelles | Cuatro                                                         |

##### Brasil
| Año              | Título                                    | Descripción | Canal |
| ---------------- | ----------------------------------------- | --- | ----- |
| 2008- actualidad | Custe o Que Custar (Cueste lo que cueste) | La versión brasileña de CQC. Se analiza la actualidad con ironía y humor ácido, satirizando principalmente a políticos y famosos. Conducción: Marcelo Tas, Marco Luque y Oscar Filho. | Band  |
| 2009             | Emergência 24 horas (E24)                 | Programa de emergencias médicas en hospitales públicos | Band  |
| 2010- actualidad | A Liga (La liga)                          | Programa periodístico y de investigación que recorre los temas más habituales y los analiza mediante diversos testimonios y entrevistas. Conducción: Lobão, Cazé Peçanha, Débora Villalba, Thaíde y Sophia Reis | Band  |
| 2010- actualidad | Polícia 24 horas                          | Programa que muestra el accionar de la Policía Civil y Militar en Brasil. | Band  |
| 2010             | O Formigueiro (El hormiguero)             | Versión brasileña del exitoso formato español de la cadena Cuatro, el cual fue adquirido por Eyeworks-Cuatro Cabezas para ser realizado en varios países. Fue un talk-show humorístico con invitados famosos, humor y divertidos experimentos de divulgación científica. Cancelado por bajo índice de audiencia. Conducción: Marco Luque | Band  |
| 2011- actualidad | O Mundo Segundo os Brasileiros            | Versión brasileña del programa de Clase turista: El mundo según los argentinos. | Band  |
| 2011             | Agora é Tarde (Ahora es Tarde)            | Talk show al estilo Late Night. Conducción: Rafinha Bastos | Band  |
| 2012             | Mulheres Ricas                            | La versión brasileña de Mujeres Ricas. | Band  |
| 2012             | Perdidos na Tribo                         | La versión brasileña de Perdidos en la tribu. | Band  |
| 2012             | Conversa de Gente Grande                  | Versión brasileña del programa argentino Agrandadytos. Se debate sobre temas de actualidad con niños y niñas. Conducción: Marcelo Tas. | Band  |

##### Chile
| Año        | Título                                     | Descripción | Canal       |
| ---------- | ------------------------------------------ | --- | ----------- |
| 2004       | E24                                        | Versión chilena del docu-reality argentino sobre emergencias médicas en hospitales públicos. Conducción: Rafael Cavada | Mega        |
| 2004       | El Rayo                                    | Versión chilena del programa argentino. Basa su formato en reportajes no rígidos, sin un set definido, en el cual se entrevista a diferentes personajes del espectáculo como gente común y corriente. Conducción: María Paz Bañados | Mega        |
| 2006       | Planetario                                 | Continuación del programa "El Rayo". Basa su formato en reportajes no rígidos, sin un set definido, en el cual se entrevista a diferentes personajes del espectáculo como gente común y corriente. Conducción: María Paz Bañados | Mega        |
| 2003- 2005 | La última tentación                        | Talk-show con entrevistas a invitados famosos. Conducción: Aldo Schiappacasse (2003-2004), Felipe Bianchi (2005) | Chilevisión |
| 2008       | Camera Café                                | Ficción basada en un formato francés creado en 2001 y luego exportado a varios países. Se trata de una suma de sketchs de 4 a 6 minutos de duración donde se ve, a modo de cámara oculta desde una máquina de café, distintas situaciones de los empleados que acuden a evadirse del trabajo y a conversar de manera distendida durante esos descansos. | Mega        |
| 2007-2010  | La liga                                    | Programa periodístico y de investigación que recorre los temas más habituales y los analiza mediante diversos testimonios y entrevistas. Conducción: Rafael Cavada, Francisca Benedetti y Mariana Derderián. | Mega        |
| 2002-2011  | Caiga quien caiga (CQC)                    | Se analiza la actualidad con ironía y humor ácido, satirizando principalmente a políticos y famosos. Conducción: Nicolás Larraín (2002-2011), Pablo Mackenna (2002-2005), Felipe Bianchi (2002-2005), Gonzalo Feito (2005-2010), Iván Guerrero (2005-2010), Vasco Moulian (2011), Raquel Calderón (2011), Pablo Araujo (2011) y Pablo Zúñiga (2011).    | Mega        |
| 2010       | Algo habrán hecho por la historia de Chile | Versión chilena del programa histórico-cultural argentino, realizado con motivo del Bicentenario de Chile. Conducción: Francisco Melo y Manuel Vicuña. | TVN         |
| 2011       | Clase turista: el mundo según los chilenos | Versión chilena del programa de viajes argentino. | TVN         |
| 2011       | CQC late                                   | Programa estilo late night conducido por Nicolás Larraín y la participación de los noteros de Caiga quien caiga, quienes conversan con un invitado diferente en cada capítulo. | Mega        |

##### Italia
| Año              | Título             | Descripción                                                                                            | Canal            |
| ---------------- | ------------------ | --- | ---------------- |
| 1996- actualidad | Le Iene            | Versión italiana de Caiga Quien Caiga. Venta y comercialización del formato.                           | Italia 1         |
| 2008             | E24                | Versión italiana de Emergencias 24 Horas, el reality-show urgencias médicas.                           | RAI/ Fox Italia. |
| 2008             | Test the nation    | Formato de preguntas y respuestas que permite conocer el coeficiente intelectual de los participantes. | RAI              |
| 2009             | Fratelli Detective | Versión italiana de Hermanos y Detectives, la serie policial creada por Damián Szifron.                | Canal 5          |

### Teatro
- 2004 - Los Cazurros: Juego divino.
- 2006 - Los Cazurros: Diversión.
- 2008 - Los Cazurros: El túnel del juego.

## Tecnología
- 12 salas de edición "on line" (Avid Media Composer, en Unity)
- 3 salas de edición "on line" (Apple Final Cut Pro + Blackmagic Eclipse)
- 10 workstations para trucos de posproducción
- Sistema de corrección de Color de imágenes digital Assimilate Scratch.
- Postproducción de sonido con Protools
- Formatos disponibles Betacam SP, Betacam SX, DV, HDV, XD Cam HD, XD Cam EX, Betacam Digital.
- ISP propio (Datafull) que incluye servidor, router y dispositivos de entrada-salida.
- Departamento Técnico.